# Podalonia clypeata
Podalonia clypeata là một loài côn trùng cánh màng trong họ Sphecidae, thuộc chi Podalonia. Loài này được Murray miêu tả khoa học đầu tiên năm 1940.